# Batken (província)

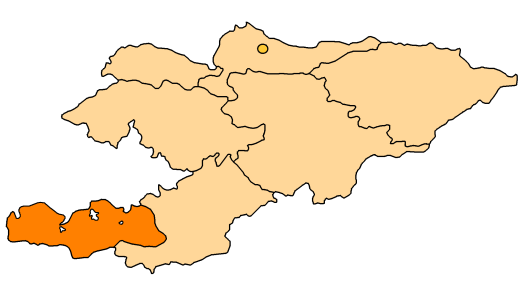
Localização da província de Batken no Quirguistão.

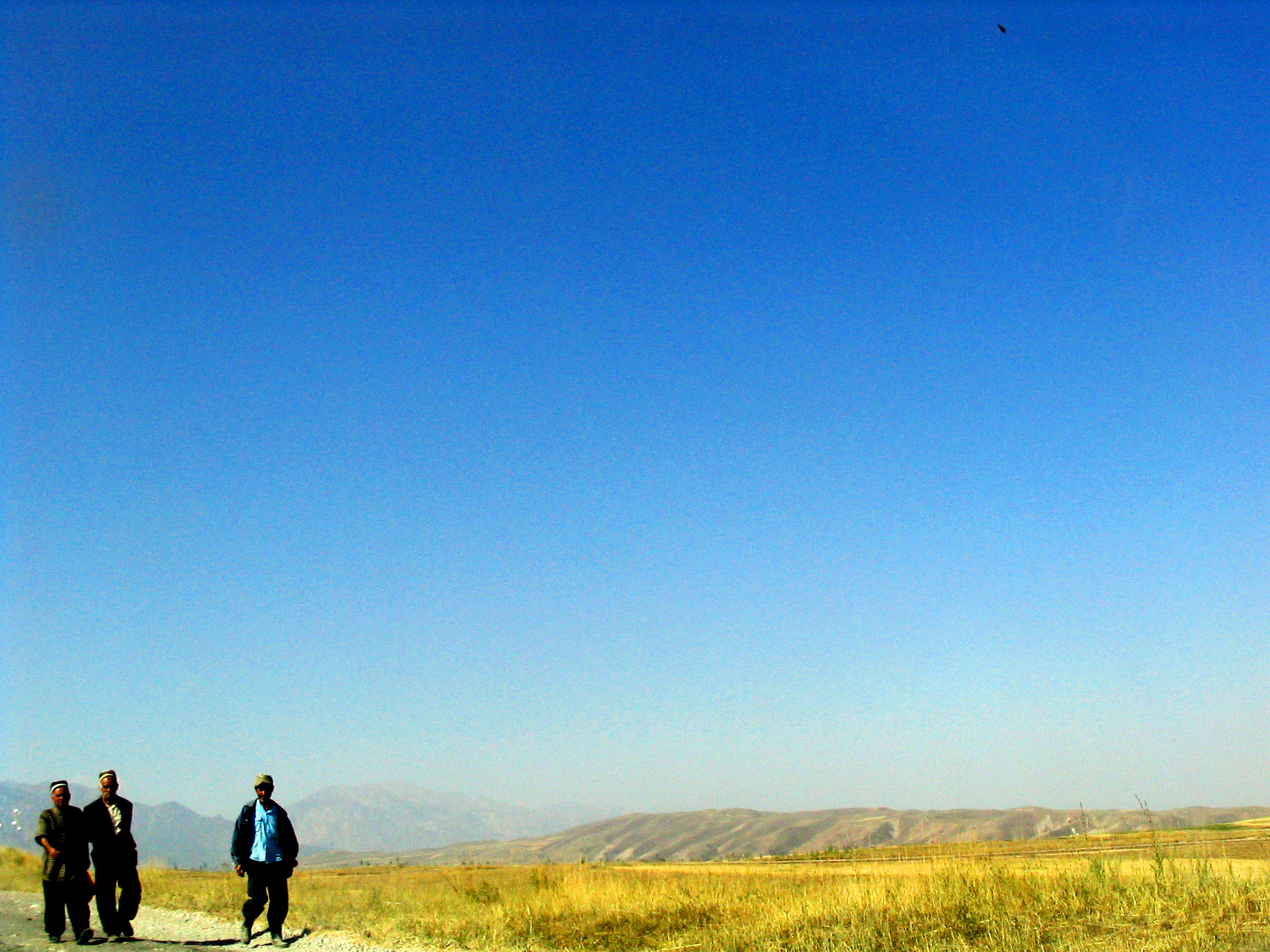
Campos em Batken.

A província de Batken (Баткен областы, quirguiz) é uma das sete províncias do Quirguistão. Possui uma área de 16.995 km² e população de 400.400 habitantes (2005). Sua capital é Batken.
A província foi criada em 12 de outubro de 1999 a partir da seção situada mais a oeste da província de Osh.

## Distritos
A província é dividida em três distritos (raions):
| Distrito | Capital |
| -------- | ------- |
| Batken   | Batken  |
| Kadamjay | Pülgön  |
| Leilek   | Isfana  |